# Cylicomorpha parviflora
Cylicomorpha parviflora là một loài thực vật có hoa trong họ Caricaceae. Loài này được Urb. mô tả khoa học đầu tiên năm 1901.